# Đerv
Đerv (stsl. g’ervь) je naziv za slovo glagoljice i stare ćirilice. 
Izvorno se u tekstovima na staroslavenskom koristilo za zapis glasa /g’/ (umekšanog g) u posuđenicama iz grčkog, i kao oznaka za broj 30.
Na tekstovima na starom hrvatskom, njime se označavao glas /d’/, koji je u štokavskom kasnije prešao u /đ/. 
Međutim, većina glagoljičkih tekstova u Hrvatskoj je pisana na čakavskom, gdje je d’ prešao u j (npr. čak. meja prema štok. međa). Tako se u glagoljskim tekstovima ovim simbolom označavao prvo j koji je nastao od d’, a kasnije svaki j.
U staroslavenskom je /d’/ prešao u skup žd (mežda) koji se pisao slovima za te glasove, tako da glasova sličnih hrvatskim i nije bilo.
Standard Unicode i HTML ovako predstavljaju slovo đerv u glagoljici:
|                   | Unikod | Unikod                           | HTML     | HTML | izgled ovisi o pregledniku | poveznice (engl.)                |
| k. točka          | naziv  | kod                              | entitet  |      | izgled ovisi o pregledniku | poveznice (engl.)                |
| ----------------- | ------ | -------------------------------- | -------- | ---- | -------------------------- | -------------------------------- |
| veliko slovo đerv | U+2C0C | GLAGOLITIC CAPITAL LETTER DJERVI | &#x2C0C; | nema | Ⰼ                          | detaljni podaci test preglednika |
| malo slovo đerv   | U+2C3C | GLAGOLITIC SMALL LETTER DJERVI   | &#x2C3C; | nema | ⰼ                          | detaljni podaci test preglednika |

## Vrijednost đerva u hrvatskoj ćirilici, odnosno bosančici
U hrvatskoj ćirilici, odnosno bosančici, slovo đerv ima dvojaku vrijednost: ono može označavati i glas ć i glas đ. U kombinaciji sa slovima л i н daje glasove lj i nj. To jest, ћл se čita lj, a ћн se čita nj.

## Brojčana vrijednost
Slovo đerv, kao sva glagoljična slova, nosi brojčanu vrijednost. Za đerv je to 30. Dakle glagoljično slovo đerv s nadslovnom titlom je broj 30. U ćiriličnom pismu, đerv nema brojčane vrijednosti.

## Poveznice
- Čakavsko narječje
- Hrvatski jezik
- Staroslavenski jezik

## Vanjske poveznice
- Definicija glagoljice u standardu Unicode (PDF) (eng.)
- Stranica R. M. Cleminsona, s koje se može instalirati font Dilyana koji sadrži glagoljicu po standardu Unicode  Arhivirana inačica izvorne stranice od 29. listopada 2005. (Wayback Machine) (eng.)